# Dichostates strandi
Dichostates strandi är en skalbaggsart som beskrevs av Stefan von Breuning 1935. Dichostates strandi ingår i släktet Dichostates och familjen långhorningar. Inga underarter finns listade i Catalogue of Life.